# 2MASS J17111353+2326333
| 2MASS J17111353+2326333                                          | 2MASS J17111353+2326333 |
| ---------------------------------------------------------------- | ----------------------- |
|                                                                  |                         |
| 2MASS-Aufnahme im J-Band, J17111353+2326333 ist rot umrahmt      |                         |
| Beobachtungsdaten Äquinoktium: J2000.0, Epoche: J2000.0          |                         |
| Sternbild                                                        | Herkules                |
| Rektaszension                                                    | 17h 11m 13,5s           |
| Deklination                                                      | +23° 26′ 33″            |
| Helligkeit (J-Band)                                              | 14,5 mag                |
| Spektralklasse                                                   | ca. L0                  |
| Astrometrie                                                      |                         |
| Eigenbewegung:                                                   |                         |
| in Rektaszension                                                 | (−53 ± 11) mas/a        |
| in Deklination                                                   | (−36 ± 16) mas/a        |
| Katalogeinträge                                                  |                         |
| 2MASS J17111353+2326333 • 2MUCD 11684 • SDSS J171113.51+232633.2 |                         |

2MASS J17111353+2326333 ist ein L-Zwerg im Sternbild Herkules.
Die Spektralklasse liegt ungefähr bei L0, könnte aber auch um eine bis zwei Subtypen davon abweichen. Seine Eigenbewegung beträgt 0,064 Bogensekunden/Jahr bei einem Positionswinkel von rund 240°. Das Objekt wurde erstmals von Kelle L. Cruz et al. in einer 2007 publizierten Studie einer Auswahl von Objekten des 2MASS-Katalogs genauer untersucht. Sie schätzten aus der von ihnen grob bestimmten Spektralklasse und der entsprechenden absoluten Helligkeit, dass die Entfernung in der Größenordnung von etwa 40 Parsec liegt.